# 가평초등학교 (부산)
가평초등학교(伽平初等學校)는 대한민국 부산광역시 부산진구에 있는 공립 초등학교이다.

## 학교 연혁
- 1977년 9월 1일 : 개교
- 2025년 3월 1일: 주원초등학교 및 가산초등학교 통합

## 참고 자료
- 가평초등학교 - 한국교육학술정보원 학교알리미